# Paul Nicollet
Pour les articles homonymes, voir Nicollet.
Paul Nicollet, né le 18 décembre 1875 à Oyonnax (Ain) et mort le 22 novembre 1940 à Mézériat (Ain), est un homme politique français.

## Biographie
Médecin, il est aussi militant socialiste, fondateur du journal L'Éclaireur d'Oyonnax. Il est un temps médecin du Familistère de Guise, où il est conseiller municipal.
Revenu dans l'Ain, il est conseiller général en 1923. Il est député de l'Ain de 1924 à 1932, inscrit au groupe SFIO.